# Unäres Minus
Das unäre Minus ist in der Mathematik und in Programmiersprachen ein einstelliger Operator, der einer Zahl ihr additiv Inverses zuordnet.
Das unäre Minus wird üblicherweise mit dem Minuszeichen, also dem gleichen Zeichen wie die Subtraktion (binäres Minus) geschrieben. Welches davon gemeint ist, ergibt sich aus dem Kontext, durch das Parsen des Ausdrucks, in dem es steht.
In vielen Programmiersprachen (wie z. B. C, C++, Java) hat das unäre Minus eine höhere Bindungsstärke (Operatorpriorität) als binäre (zweistellige) Operatoren. −a+x wird in diesen Sprachen wie (−a)+x ausgewertet, und nicht wie −(a+x), was ein anderes Ergebnis liefern würde, und ebenso wird −a*x wie (−a)*x ausgewertet. In der mathematischen Notation gelten aber andere Konventionen für die Bindungsstärke, weswegen dort das unäre Minus oft geklammert werden muss. Beispiel:
{\displaystyle -x^{n}\,} bedeutet {\displaystyle -\left(x^{n}\right)}. Meint man {\displaystyle (-x)^{n}\,}, muss dies explizit geklammert werden.
Manche Programmiersprachen (wie z. B. BASIC) kennen zwar sowohl unäres als auch binäres Minus, geben dem unären Minus aber keine höhere Priorität.